# نفث الدم
نفث الدم أو بصق الدم (بالإنجليزية: Hemoptysis)‏، هو خروج الدم أو البصاق الممزوج بالدم من الحنجرة أو الرغامى أو القصبات الرئوية أو من الرئة. بمعنى آخر أن الطرق الهوائية تنزف. قد يخلط البعض بين نفث الدم والقيء الدموي. يمكن أن يحدث نفث الدم بسبب سرطان الرئة، الالتهابات (مثل السل، التهاب القصبات، والالتهاب الرئوي)، وبعض الحالات القلبية الوعائية. ويعد نفث الدم هائلاً إذا حدثت خسارة تزيد عن 300 مل من الدم خلال 24 ساعة. في هذه الحالات تكمن المخاوف من الاختناق أكثر من فقدان الدم.

## التشخيص
- التاريخ المرضي والأمراض الحالية والتاريخ المرضي العائلي.
  - تاريخ إصابة بالسل، توسع القصبات، التهاب القصبات المزمن، تضيق الصمام التاجي.
  - تاريخ تدخين السجائر، الأمراض المهنية مثل التعرض لغبار السيليكا.
- الدم
  - المدة، التكرار، الكمية.
  - كمية الدم: كمية كبيرة من الدم، أو وجود قشع يشوبه الدم.
  - المصدر المحتمل للنزيف هل كان سعال مع دم أو تقيؤ؟
- القشع المدمى
  - اللون، الصفة: يشوبه الدم، دم جديد، وردي رغوي، دم هلامي لزج.
- الأعراض المصاحبة
  - حمى، ألم الصدر، سعال وقشع قيحي، نزيف مخاطي جلدي، يرقان.
- الفحص التصويري
  - تصوير الصدر بالأشعة السينية، تصوير مقطعي محوسب وإعادة تنظيم صور ثلاثية الأبعاد أو تنظير القصبات المقطعي الافتراضي، تصوير الأوعية القصبية.
- الفحوصات المخبرية
  - فحص الدم: تعداد كريات الدم البيضاء.
- القشع: فحص للخلايا وللبكتيريا، زرع القشع.
- تنظير داخلي ليفي للقصبات.[3]

## التشخيص التفريقي

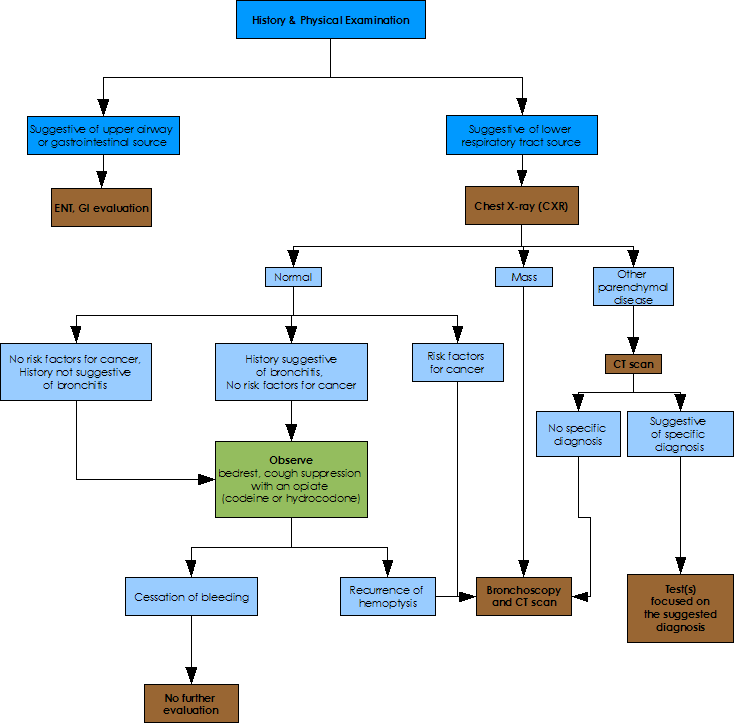
خوازمية تشخيص النفث الدموي

هنالك الكثير من الحالات التي تشتمل على نفث الدم بما في ذلك التهاب القصبات والالتهاب الرئوي. عند الأطفال، عادةً ما يحدث نتيجة جسم أجنبي في الطرق الهوائية. تشمل الأسباب الأخرى الشائعة سرطان الرئة (يشمل على سرطان غير صغير الخلايا وسرطان صغيرالخلايا)، والسل. بينما تشمل الأساب الأقل شيوعاً ورم الرشاشيات، توسع القصبات، حمى الصحراء، انصمام رئوي، الطاعون الرئوي، داء النوسجات، وذمة الرئة، والتليف الكيسي وأما الحالات النادرة تتضمن توسع الشعيرات النزفي الوراثي (الذي يعرف باسم «متلازمة ريندو اوسلر ويبر»)، متلازمة غودباستشر، الغرناوية (داء الساركويد)، وورام حبيبي ويغنري. يعد الانتباذ البطاني الرحمي سبب نادر للنفث الدموي عند النساء، والذي يؤدي لنفث دموي متقطع ومتزامن مع الطمث عند 7% من النساء اللواتي يعانين من الانتباذ البطاني الرحمي الحنجري. كذلك قد يحدث النفث الدموي أو يتفاقم بسبب الاستخدام المفرط لمميعات الدم مثل الوارفارين.
يمكن للمخاط المختلط بالدم من الجيوب الأنفية أو منطقة الأنف أن يشخص خطأً على أنه نفث الدم (هذه الإفرازات يمكن أن تكون علامة على السرطان الأنفي أوسرطان الجيوب الأنفية، أو التهاب الجيوب الأنفية). يمكن أيضاً للإصابة الواسعة لغير الجهاز التنفسي أن تسبب سعال مدمى. لذلك يجب استبعاد الأسباب القلبية مثل فشل القلب الاحتقاني وتضيق الصمام التاجي.
يمكن التعرف على مصدر الدم من خلال مراقبة لونه؛ يكون مصدر الدم الأحمر الفاتح الرغوي من الجهاز التنفسي، أما الأحمر الغامق بلون القهوة يأتي مصدره من الجهاز الهضمي. يمكن أحياناً أن يكون لون نفث الدم بلون الصدأ.

## العلاج
يعتمد العلاج على السبب الكامن المسبب للحالة. يشتمل العلاج على استخدام محلول ملحي مثلج، وأدوية مضيقة للأوعية الدموية موضعية مثل الأدرينالين أو الفازوبريسين. أثبت دور حمض الترانيكساميك في تقليل الوفيات. يمكن أن يستخدم التنبيب القصبي الانتقائي لانخماص الرئة التي تنزف، ويمكن أن يستخدم الدك القصبي. يمكن أن يستخدم التخثير الضوئي الليزي لإيقاف النزيف خلال تنظير القصبات. يمكن أن يتم القيام بتصوير الأوعية لشرايين القصبات لتحديد مكان النزيف، وكثيرا ما تتكون صمة. يعتبر حالياً تصميم الشريان القصبي الخيار العلاجي الأول. يكون الخيار الجراحي أحياناً الخيار العلاجي الأخير ويشتمل على استئصال فص رئوي أو استئصال الرئة بأكملها. ويمكن معالجة سرطان خلايا الرئة غير الصغيرة باستخدام ارلوتينيب أو جيفيتاينيب. الأدوية المثبطة للسعال يمكن أن تزيد من حالات الاختناق.

## روابط خارجية
- Haemoptysis في مفكرة المُمارِس العام